# 中值滤波器
在图像处理中，在进行如边缘检测这样的进一步处理之前，通常需要首先进行一定程度的降噪。中值滤波是一种非线性数字滤波器技术，经常用于去除图像或者其它信号中的雜訊。这个设计思想就是检查输入信号中的采样并判断它是否代表了信号，使用奇数个采样组成的观察窗实现这项功能。观察窗口中的数值进行排序，位于观察窗中间的中值作为输出。然后，丢弃最早的值，取得新的采样，重复上面的计算过程。
中值滤波是图像处理中的一个常用步骤，它对于斑点噪声和椒盐噪声来说尤其有用。保存边缘的特性使它在不希望出现边缘模糊的场合也很有用。

## 例子
为了演示中值滤波器的工作过程，我们给下面的数组加上观察窗 3 ，重复边界的数值：
x = [2 80 6 3]
y[1] = Median[2 2 80] = 2

y[2] = Median[2 80 6] = Median[2 6 80] = 6

y[3] = Median[80 6 3] = Median[3 6 80] = 6

y[4] = Median[6 3 3] = Median[3 3 6] = 3

于是

y = [2 6 6 3]
其中 y 是 x 的中值滤波输出。

## 在GIMP中进行中值滤波
在GIMP 2.8.2中操作如下：
滤镜->增强->去除斑点
不要勾选适应和递归，设置黑色水平为-1，白色水平为256。根据需要调节半径。半径越大，细节越少。 
|  |  |